# Arroyo Blanco (Uruguay)
Arroyo Blanco ist eine Ortschaft in Uruguay.

## Geographie
Sie befindet sich im Sektor 8 des Departamento Rivera. Dort liegt sie nordwestlich von Vichadero, westnordwestlich von Paso Hospital, südöstlich von Lapuente und östlich des Ortes Moirones.

## Einwohner
Arroyo Blanco hatte bei der Volkszählung im Jahr 2011 97 Einwohner, davon 50 männliche und 47 weibliche.
| Jahr | Einwohner |
| ---- | --------- |
| 1996 | -         |
| 2004 | 91        |
| 2011 | 97        |

Quelle: Instituto Nacional de Estadística de Uruguay